# Galvanoplastia

Galvanoplastia de un metal Me con cobre Cu en un baño líquido de sulfato de cobre (II) SO_{4}

La galvanoplastia es la técnica de aplicación de iones metálicos sobre la superficie de otros metales mediante electricidad a través de un electrolito, también llamada electrodeposición. El proceso se basa en el traslado de iones metálicos desde un ánodo a un cátodo, donde se depositan, en un medio líquido acuoso, compuesto principalmente por sales metálicas y ligeramente acidulado (electrolito). Etimológicamente, proviene de galvano, proceso eléctrico, en honra a Galvani, y -plastia, del epíteto griego πλαστός (plastós): ‘figura’, ‘tallado’, es decir, “dar una figura mediante la electricidad”.
De forma genérica bajo el nombre de galvanoplastia se agrupa diversos procesos en los que se emplea el principio físico anterior, la electrodeposición, de diferentes formas. Dependiendo de autores y profundización de estudio se considera un único proceso o se desglosa en varios, incluso en subprocesos. Algunas veces, procesos muy semejantes recibe un nombre distinto por alguna diferencia tecnológica. Generalmente las diferencias se producen en la utilización del sustrato.
- La aplicación original a gran escala de la galvanoplastia era reproducir por medios electroquímicos objetos de detalles muy finos y en muy diversos metales. El primer empleo práctico fueron las planchas de imprenta hacia el 1839. En este caso, el sustrato se desprende. Como se describe en un tratado de 1890, la galvanoplastia produce "un facsímil exacto de cualquier objeto que tiene una superficie irregular, ya se trate de un grabado en acero o placas de cobre, un trozo de madera,...., que se utilizará para la impresión, o una medalla, medallón, estatua, busto, o incluso un objeto natural, con fines artísticos"[1]
- El electroformado (en inglés: electroforming) es un método para reproducir piezas de metal mediante deposición eléctrica. Es un proceso muy parecido a la aplicación original. La diferencia es su ámbito de utilización, centrándose más en la mecánica de precisión y no en las artes plásticas. Se deposita una capa de metal sobre un sustrato que posteriormente se hará desaparecer quedando sólo el metal depositado.
- El proceso más utilizado a partir de la década de 1970 es la electrodeposición, o chapado electrolítico, de un metal sobre una superficie para mejorar las características de esta. Inicialmente se utilizó por cuestiones estéticas, pero posteriormente se usó para conseguir mejorar las propiedades mecánicas de los objetos tratados: su dureza, o su resistencia, etc. Debe señalarse que existen métodos para conseguir el mismo recubrimiento sin emplear electricidad, como en el caso del niquelado. En este caso, el sustrato se mantiene, y lo que se intenta es mejorar alguna característica de la superficie. Pero existe una variación de la galvanoplastia, empleada en escultura, en la que el metal se adhiere al sustrato.

## Historia

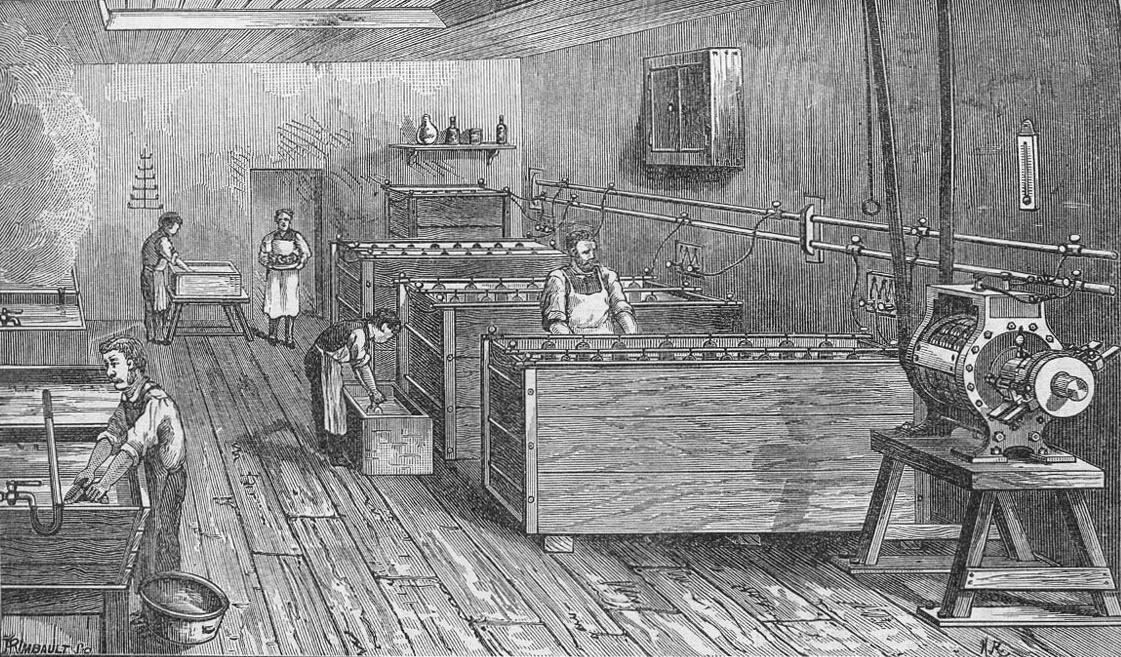
Nickel plating.

Aunque solo son hipótesis, la batería parta puede haber sido el primer sistema utilizado para la deposición eléctrica. Aunque también hay quien lo sitúa en el antiguo Egipto.
La electroquímica moderna fue inventado por el químico italiano Luigi V. Brugnatelli en 1805. Brugnatelli utilizó el invento que cinco años antes realizó su colega Alessandro Volta, la pila voltaica, para realizar la primera electrodeposición. Las invenciones de Brugnatelli fueron ignoradas por la Academia Francesa de Ciencias, y no se utilizaron en la industria durante los treinta años siguientes.
En 1839, científicos de Gran Bretaña y Rusia, idearon de forma independiente procesos de deposición de cobre electrolítico para las planchas de imprenta similares al método de Brugnatelli.
En la actualidad, la mayoría de las fuentes acreditan a Moritz Hermann Jacobi con inventor de la "galvanoplastia" o electrotipia en 1838. Jacobi era un científico prusiano que estaba trabajando en San Petersburgo, Rusia. Durante el siglo XIX a menudo se atribuyó a Thomas Spencer o C.J. Jordan la invención en Inglaterra, o a Joseph Alexander Adams en los Estados Unidos. Heinrich hizo un relato detallado de las controversias en torno a la acreditación de la invención, junto con una breve biografía de Jacobi, en un artículo en honor al centenario de la galvanoplastía en 1938.

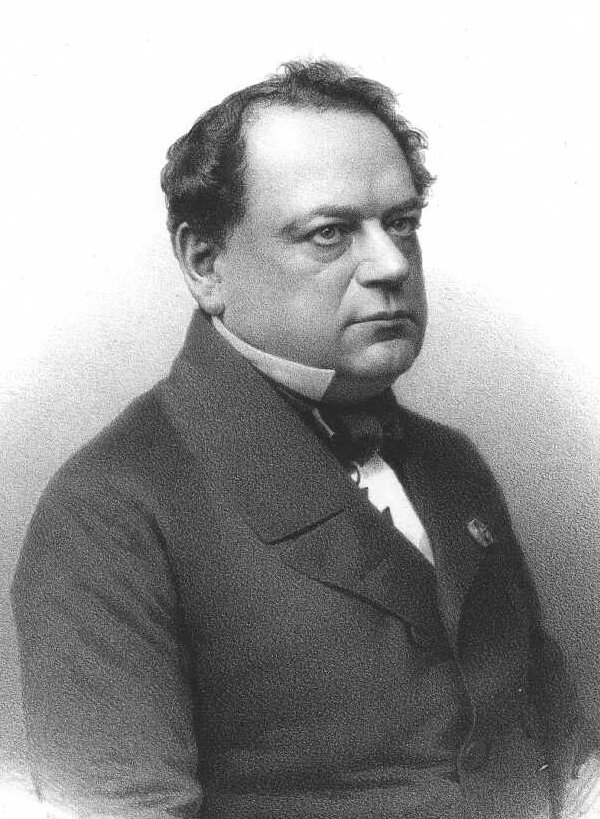
Moritz Hermann Jacobi.

Boris Jacobi en Rusia no sólo redescubrió la electrodeposición, sino que desarrolló la galvanoplastia y la escultura galvanoplástica. La galvanoplastia se puso rápidamente de moda en Rusia, atrayendo a personalidades como el inventor Peter Bagrationi, el científico Heinrich Lenz y el autor de ciencia ficción, Vladímir Odóyevski. Todos ellos contribuyeron a un mayor desarrollo de esta tecnología. Entre los casos más destacados del empleo de galvanoplastia de mediados del siglo XIX en Rusia, se pueden citar las gigantescas esculturas galvanoplásticas de la Catedral de San Isaac en San Petersburgo y el oro de la cúpula de la Catedral de Cristo Salvador en Moscú, la iglesia ortodoxa más alta del mundo.

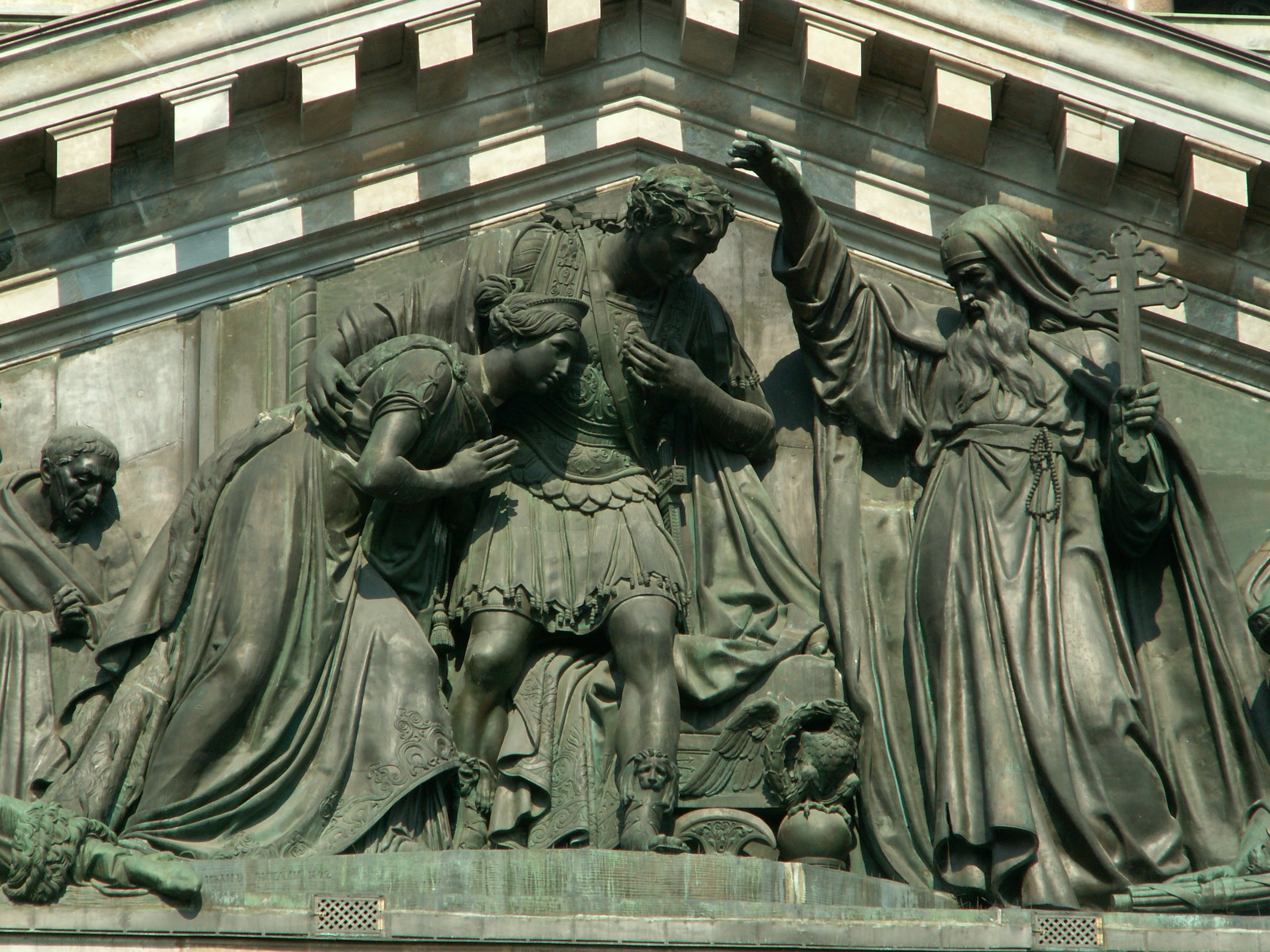
Escultura galvanoplastica en la Catedral de San Isaac en San Petersburgo.

Poco después, John Wright de Birmingham, Inglaterra, descubrió que el cianuro de potasio es un electrolito adecuado para la galvanoplastia del oro y de la plata. A los socios de Wright, George Elkington y Henry Elkington, se les otorgaron las primeras patentes para la galvanoplastia en 1840. Ambos fundaron posteriormente una industria de galvanoplastia en Birmingham, desde donde se extendió por todo el mundo.
La Norddeutsche Affinerie en Hamburgo fue, en 1876, la primera planta moderna de galvanoplastia en entrar en producción en Alemania.
A medida que la ciencia de la electroquímica se desarrolló, el proceso de electrodeposición llegó a conocerse en profundidad, y se desarrollaron otros procesos de electrodeposición de metales no decorativos. La galvanoplastia comercial de níquel, latón, estaño y zinc se desarrolló sobre la década de 1850. Baños galvánicos y equipos basados en las patentes de los Elkington se ampliaron para dar cabida a las planchas de numerosos objetos a gran escala, para la fabricación de piezas específicas y para aplicaciones de ingeniería.
Varias importantes esculturas de "bronce" creadas en el siglo XIX son en realidad de cobre electrolítico y no de bronce. Se siguieron realizando esculturas mediante galvanoplastia por lo menos hasta la década de 1930.
En la impresión, la electrotipia se había convertido en el método estándar para la producción de planchas de impresión tipográfica hacia finales del siglo XIX. Se complementa con la tecnología más antigua de los estereotipos, que requiere de la fundición de metales. En 1901, en varios países se habían formado sindicatos de estereotipistas y galvanotipistas. Los sindicatos perduraron hasta la década de 1970, pero a partir de entonces, después de más de un siglo de uso generalizado para la preparación de las placas, las dos tecnologías habían quedado obsoletas por la aparición de la impresión ófset y de nuevas técnicas para la preparación de planchas de impresión.
La industria de la galvanoplastia y del electrorrevestimiento estuvo limitada durante décadas por la debilidad de las fuentes de corriente eléctrica disponibles para activar la deposición de películas de metal. La tasa de crecimiento de la película es proporcional a la magnitud de esta corriente. Inicialmente, se empleó la pila Daniell para proporcionar estas corrientes. La célula de Daniell se complementó, y en cierta medida, fue sustituida, por la célula Smee (zinc y plata en ácido sulfúrico), después de la invención de este último sistema por Alfred Smee en 1840. Ambas células son precursoras de baterías eléctricas contemporáneas. En la década de 1870, empezaron a utilizarse generadores mecánicos, dado que las corrientes más grandes aportadas por estos generadores permitieron incrementos sustanciales de la tasa de deposición del metal.
La industria de los revestimientos también recibió un gran impulso con el advenimiento del desarrollo de generadores eléctricos. Con intensidades de corriente más elevadas, se podían procesar a escala industrial componentes metálicos para maquinaria, piezas de ferretería y, comenzado el siglo XX, piezas de automóvil que requieren protección contra la corrosión y mejores propiedades frente al desgaste, junto con una mejor apariencia.
Hacia 1930 uno de los principales empleos de la galvanoplastia, la creación de esculturas, cayó en desuso.
Las dos guerras mundiales y el auge creciente de la industria de la aviación, dieron un nuevo impulso a sucesivos avances y mejoras, incluyendo procesos tales como el cromado duro, bronce, chapa de aleación, niquelado sulfamato... junto con numerosos otros procesos de deposición. Los equipos de revestimiento fueron evolucionando desde procesos manuales mediante moldes de madera forrados de alquitrán en tanques electrolíticos, hasta llegar a los equipos automáticos, capaces de procesar miles de kilogramos de piezas por hora.
Uno de los primeros proyectos del físico estadounidense Richard Feynman fue el desarrollo de la tecnología para la galvanoplastia de metal.
En la década de 1980, el otro gran campo de la galvanoplastia, la impresión, también fue abandonado debido a nuevos avances tecnológicos.

## Descripción técnica

Esquema de aparato para la galvanoplastia. Una corriente eléctrica fluye desde la batería, a través del ánodo de cobre, el electrolito, y el molde revestido. Una película de cobre (el electrotipo) crece sobre el recubrimiento eléctricamente conductor del molde.

Al igual que en la fundición de metales, en los estereotipos se crea un molde a partir del modelo del objeto a reproducir. Como la galvanoplastia implica procesos químicos en disolución acuosa y se realiza a temperatura ambiente, el material del molde no necesita características especiales. Se utilizaron materiales como ceras, gutapercha (látex natural),y finalmente, ozoquerita. La superficie del molde se hacía conductora de la electricidad mediante un revestimiento muy delgado de polvo fino de grafito o mediante pintura. Un alambre se unía a la superficie conductora, y el molde se suspendía en una solución con el electrolito.
La electrotipia es activada por las corrientes eléctricas que fluyen entre el conjunto de cables sumergidos en la disolución (ánodo) y el cable conectado al molde revestido (cátodo). Para la electrotipia en cobre, un electrolito acuoso típico contiene sulfato de cobre (CuSO4 ) y ácido sulfúrico (H2SO4), y el ánodo es también de cobre. La disposición se ilustra en la figura. Los átomos de cobre presentes en la disolución, al depositarse sobre el modelo, provocan que los átomos de la superficie del ánodo entren en el electrolito como iones de cobre (Cu ++ en la figura). Los iones de cobre son absorbidos por la superficie de la realización del molde a la misma velocidad a la que el cobre se disuelve desde el ánodo, completando así el circuito eléctrico. Cuando la capa de cobre sobre el molde alcanza el espesor deseado se detiene el proceso cortando la corriente eléctrica. El molde y la copia adjunta se retiran de la solución, y se separan con cuidado. El Museo Metropolitano de Arte realizó en 2011 una animación del proceso de creación de una réplica mediante galvanoplastia. Se pueden emplear otros metales, además del cobre. El procedimiento es similar, pero cada metal necesita ánodo y electrolitos diferentes.
Hay un segundo tipo de galvanoplastia en la que la película de cobre se deposita sobre la parte exterior de una forma, y no separada de ella. La forma está, generalmente, realizada con yeso impermeabilizado, que permanece como núcleo después de la galvanoplastia. En alemán, este método se conoce como Kerngalvanoplastik; la técnica más usual descrita en el párrafo anterior se conoce como Hohlgalvanoplastik.
La galvanoplastia también está relacionada con la electrodeposición, o chapado. Esta última técnica añade de forma permanente una capa delgada metálica a un objeto también metálico, en lugar de crear una pieza metálica independiente, pero esto no es exclusivo de la técnica de chapado, dado que la Kerngalvanoplastik también permite producir una capa permanente sobre el objeto tratado. Se pueden considerar cuestiones estéticas para diferenciarlas. Tanto la galvanoplastia como el electroformado generan partes metálicas independientes, pero difieren en detalles técnicos. El electroformado implica la producción de una parte metálica alrededor de un negativo que luego se hará desaparecer. Mientras que, como se mencionó anteriormente, la galvanoplastia emplea un molde no conductor o forma cuya superficie ha sido tratada mediante la aplicación de un revestimiento delgado de grafito o polvo metálico. El término electroformado, electroforming, etimológicamente significa lo mismo que galvanoplastia y a veces se emplea para abarcar todos los procesos de electrodeposición.
El proceso puede resumirse como el traslado en forma de iones metálicos desde un ánodo (carga positiva) a un cátodo (carga negativa) a través de un medio líquido (electrolito), compuesto fundamentalmente por sales, como resultado de aplicar una corriente eléctrica en un dispositivo o reactor que constituye un circuito eléctrico.

## Aplicación en impresión

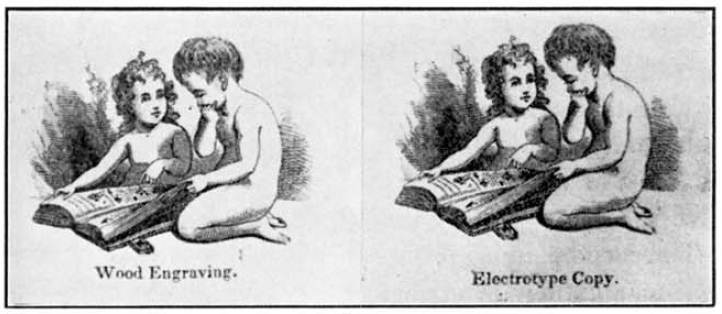
Ilustración de Joseph Alexander Adams, 1841. La ilustración compara la tipografía directa a partir de una talla en madera y de una copia galvanoplástica de cobre de la talla. Además es uno de los primeros trabajos de impresión galvanoplástica.

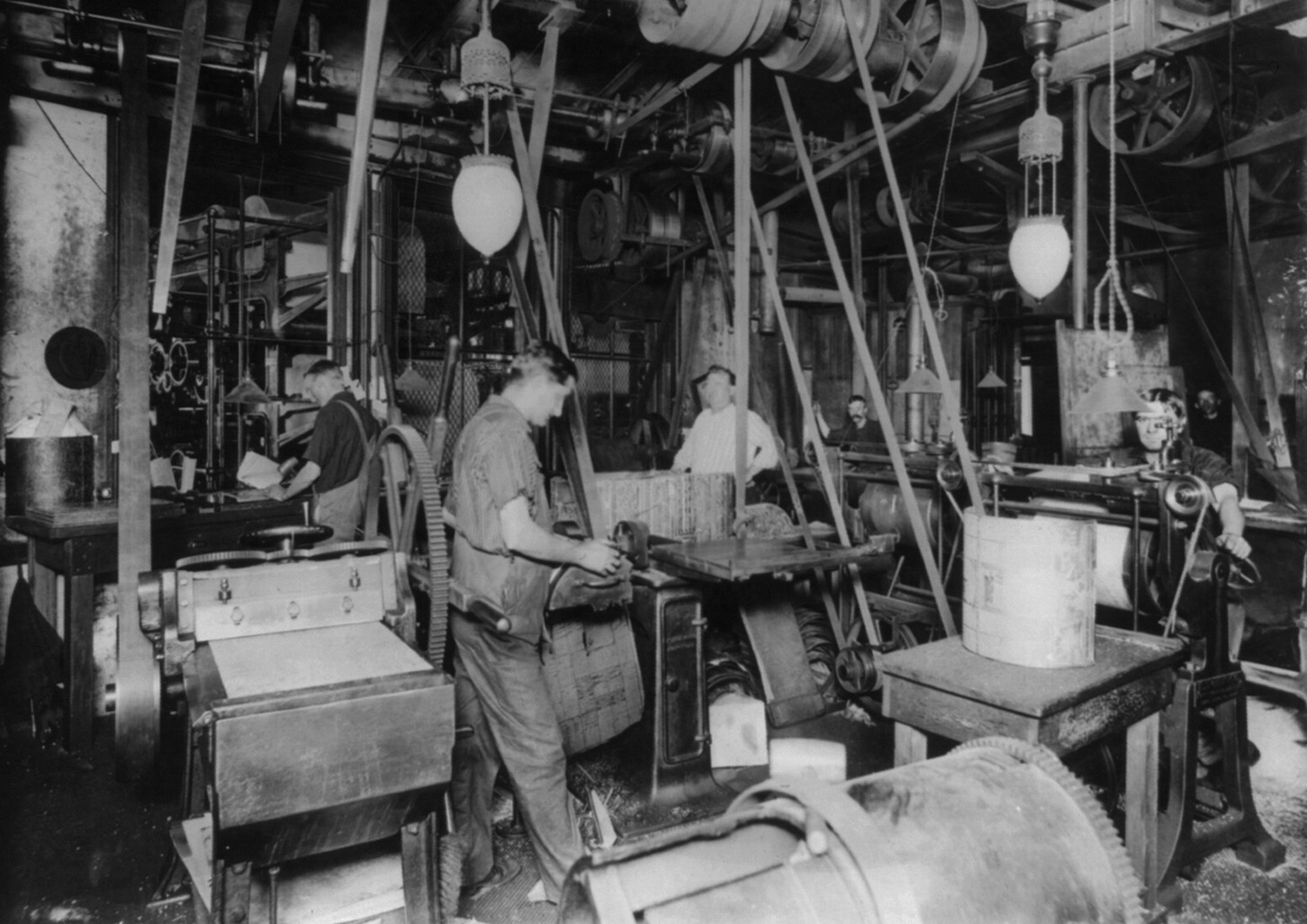
El departamento de galvanoplastia del New York Herald en 1902.

Una de las primeras aplicaciones de la galvanoplastia fue en la impresión. Inicialmente, la galvanoplastia se empleó para hacer reproducciones de cobre de las placas de metal grabadas o de las tallas de madera, que se utilizaban para imprimir las ilustraciones. Los electrotipos se podían incorporar junto con tipos móviles para componer los clichés para la impresión. Jacobi publicó su primer documento mediante galvanoplastia en octubre de 1838. En 1839, la galvanoplastia se utilizó para imprimir los documentos del gobierno de Rusia. El zar ruso Nicolás I se convirtió inmediatamente en un entusiasta partidario y mecenas de esta tecnología. En Inglaterra, el primer uso de la galvanoplastia para la impresión apareció en el Diario de Londres de abril de 1840, y son conocidos otros ejemplos en inglés en fechas posteriores de ese mismo año. La imagen de la derecha muestra uno de los primeros usos de la galvanoplastia en Estados Unidos. Se trata de una comparación realizada por Joseph Alexander Adams en 1841 de la imagen impresa preparada directamente a partir de una talla en madera y de la imagen impresa de un ejemplar realizado mediante electrotipo de cobre. Las placas de cobre electrotípicas podían aguantar tiradas mucho más largas que los bloque de madera, por lo que eran muy útiles para su uso en revistas de gran tirada y en la impresión de periódicos.
También se empleaba la galvanoplastia para producir placas de impresión enteras, directamente de los clichés creados a partir de tipos móviles e ilustraciones. Para esta aplicación, la galvanoplastia era de más calidad, pero también más costosa que la técnica de los estereotipos, realizados mediante una colada de metal tipo en un molde preparado a partir de una forma original del texto a imprimir. Los estereotipos se habían inventado alrededor de 1725, y eran un sistema bien establecido cuando la galvanoplastia se inventó en 1838. Ambos métodos producen placas que pueden ser conservadas en previsión de necesidades futuras, como por ejemplo, en el caso de la impresión de novelas y de otros libros de popularidad impredecible. En ambos casos, el conjunto de tipos móviles utilizados para componer la forma original, se podía volver a utilizar. Los dos métodos eran adecuados para preparar las planchas curvadas necesarias para las prensas rotativas, utilizadas para imprimir grandes tiradas. La adopción de la galvanoplastia para este uso no se generalizó hasta que los generadores eléctricos mecánicos, dinamos, estuvieron fácilmente disponibles alrededor de 1872. Estos generadores permitieron prescindir de habitaciones enteras llenas de baterías químicas (células Smee) que se utilizaron anteriormente para suministrar la electricidad necesaria. Las baterías disponían de la capacidad eléctrica necesaria para depositar con relativa rapidez el electrotipo (o "electro"), pero con el advenimiento de las dinamos, la galvanoplastia aceleró el proceso de electrotipia veinte veces o más, de modo que una placa de impresión realizada mediante electrotipo, se podía depositar en menos de dos horas. Además, las baterías químicas desprendían gases tóxicos, lo que hacía necesario su aislamiento en habitaciones separadas.
En 1900 las plantas de impresión con frecuencia incorporaban departamentos de electrotipia y estereotipos, y la electrotipia y los estereotipos se había convertido en oficios con aprendizajes asociados. En el Reino Unido se formó en 1893 la National Society of Electrotypers and Stereotypers (NSES), y continuó hasta 1967, cuando se unió con la National Graphic Association. En los EE. UU. y Canadá, la International Stereotypers and Electrotypers Union (ISEU) se formó en 1902, y con anterioridad, había pertenecido a la International Typographer's Union (ITU). En 1925 tenía 6800 miembros y 10 500 en 1955. En 1973, la ISEU fue absorbida por la sección de Impresión Gráfica de la Unión Internacional de Comunicaciones. En 1978, un Manual de Perspectivas Laborales cifraba en unos 2000 los empleos pertenecientes a este sector en los EE. UU. Sin embargo, las perspectivas de empleo se consideraban reducidas. La impresión ófset sustituyó a la tipografía en la mayoría de las plantas de impresión en la década de 1980, dada la relativa sencillez de este sistema, que lo hace apto tanto para grandes tiradas como para tiradas reducidas. Las planchas de impresión del sistema ófset se preparan mediante láminas metálicas recubiertas con materiales sensibles a la luz, sobre las que se crea una imagen por exposición óptica directa (proceso de fotoófset). El éxito del sistema ófset hizo que los estereotipos y la electrotipia dejaran de utilizarse.

## Aplicación al arte

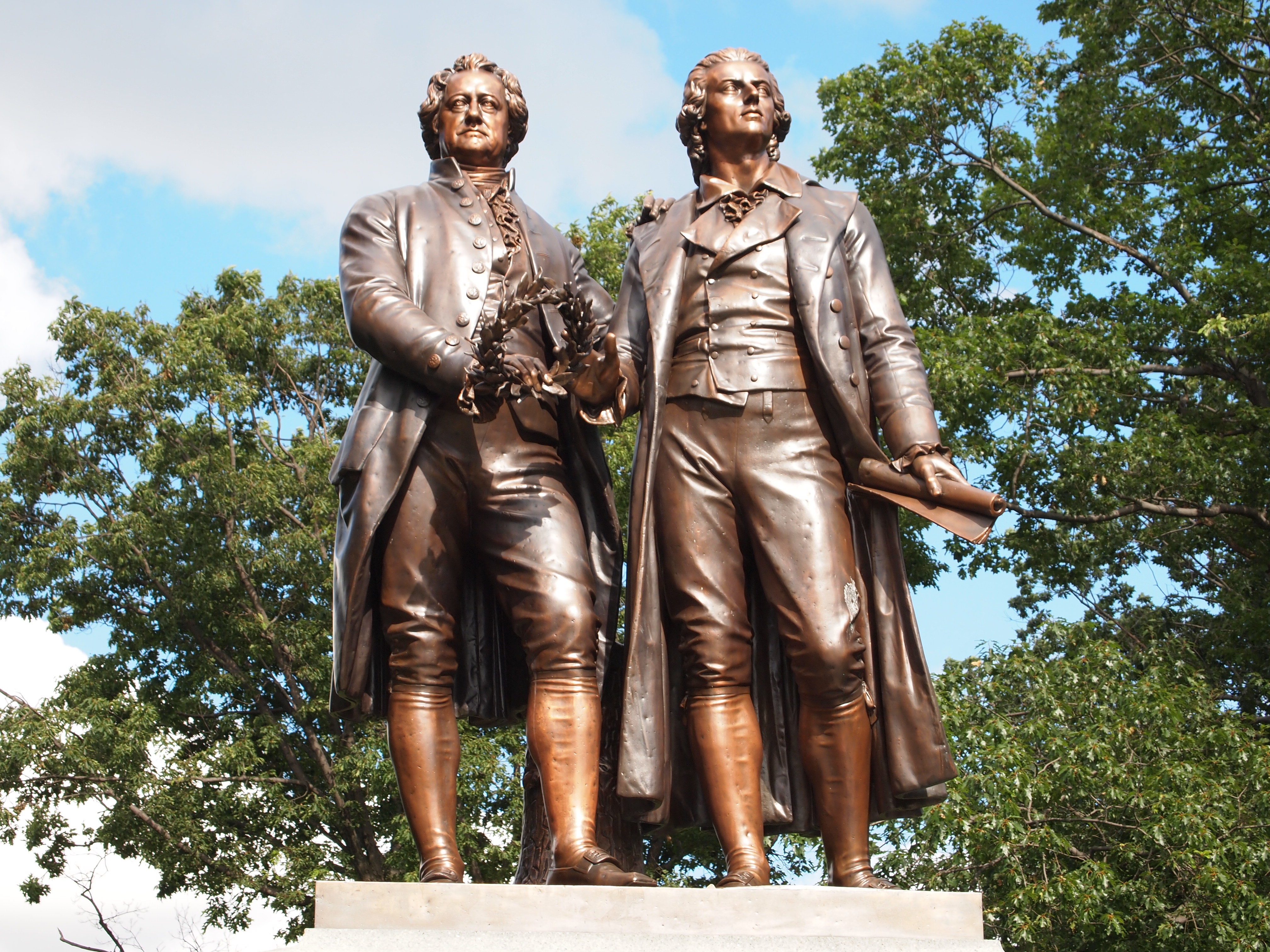
Copia de la escultura del Monumento a Goethe y Schiller en Weimar. La copia se realizó del molde original en 1911 y está situada en Syracuse, New York, USA. Mide 3.5 m de alto, y la fabricó la empresa alemana WMF

La galvanoplastia se ha utilizado para realizar esculturas de metal de forma alternativa a la colada de metal fundido. Estas esculturas son a veces llamadas "bronces galvanoplásticos", aunque el metal real es, por lo general, cobre. Es posible aplicar prácticamente cualquier pátina a estas esculturas. Los dorados también se podían realizar fácilmente en las mismas instalaciones de galvanoplastia mediante electrodeposición. La galvanoplastia se ha utilizado para reproducir objetos de valor, como monedas antiguas, y en algunos casos estas copias han demostrado ser más duraderas que los frágiles originales.
Una de las primeras esculturas galvanoplásticas de gran tamaño (1.67 metros) documentada, es obra de John Evan Thomas (titulada Muerte de Tewdric Mawr, Rey de Gwent) en 1849. La empresa Elkington, Mason & Co. realizó esta galvanoplastia para la Exposición Universal de 1851. Entre los primeros desarrollos resultan espectaculares los doce ángeles de Josef Hermann (1858) para la base de la cúpula de la catedral de San Isaac en San Petersburgo, Rusia (véase la fotografía A). Théophile Gautier en 1867 lo describió así: "Miden seis metros de altura, y se realizaron mediante galvanoplastia en cuatro piezas, cuyo ensamblaje resulta invisible. De esta manera se hicieron tan ligeras que, a pesar de sus dimensiones, no resultan demasiado pesadas para la cúpula. Esta corona de ángeles dorados, situada en medio de un torrente de luz, brilla con ricos reflejos, produciendo un efecto pleno". A continuación, se citan otras esculturas importantes realizadas con este procedimiento. Así, David A. Scott escribió: "Algunos trabajos muy importantes se llevaron a cabo en electrotipo, tales como los "bronces" que adornan la Ópera de París y la estatua de 320 cm de altura del Príncipe Alberto, y las cuatro figuras que la acompañan, erigidos detrás del Royal Albert Hall en Londres en memoria de la Exposición Universal de 1851 ". La estatua del príncipe Alberto se erigió en 1861 (véase la fotografía B a continuación), señalándose que "el príncipe consorte había tenido una gran confianza en el proceso de electrotipia". El Palais Garnier (la Ópera de París) tiene dos esculturas de 7.5 metros de altura por encima de la fachada principal. El edificio fue terminado en 1869 (véase la fotografía C).
Durante el siglo XIX, los museos solían mostrar electrotipos de monedas antiguas en lugar de los originales (véase la fotografía D), poniendo a la venta electrotipos de piezas singulares para colecciones privadas. En 1920, el Victoria and Albert Museum de Londres había adquirido cerca de 1000 copias galvanoplásticas de importantes objetos procedentes de colecciones de otros museos europeos. El más famoso quizás sea su copia del enfriador de vino Jerningham, una espectacular pieza de orfebrería hecha en Inglaterra en 1735, que ha formado parte de la colección del Museo del Hermitage en Rusia durante mucho tiempo. Muchos de estos objetos fueron realizados por Elkington & Co., que tenía un extenso negocio dedicado a piezas electrotípicas en plata.
Un importante ejemplo del uso de la galvanoplastia para la preservación de originales, es la copia de la máscara en yeso del poeta John Keats (ver fotografía de abajo E). La máscara original fue realizada en vida del poeta por Haydon en 1816, y posteriormente Elkington & Co. realizó en 1884 una copia electrotípica. Esta copia de cobre está ahora aparentemente en mejores condiciones que el yeso original.
A partir de 1890 y, por lo menos, hasta 1930, la "Abteilung für Galvanoplastia" de la empresa alemana WMF, produjo muchas estatuas y otros objetos utilizando galvanoplastia. Este tipo de estatuas eran significativamente menos costosas que las de fundición de bronce. Los memoriales en los cementerios alemanes de esta época, con frecuencia incorporan estatuas galvanoplásticas de modelos que había encargado la WMF a conocidos escultores (véase la fotografía F infra). WMF también llevó a cabo grandes obras. Un ejemplo es el electrotipo de cobre (1911) a tamaño natural del bronce (realizado en 1857 por el escultor Ernst Rietschel) del Monumento de Goethe-Schiller en Weimar, Alemania, que es de unos 3.5 metros de altura (ver fotografía a la derecha).
Muchos escultores experimentaron con la técnica de galvanoplastia (Kerngalvanoplastik), utilizando modelos de yeso que quedan como núcleo de la escultura terminada. Como ejemplo, el escultor Elie Nadelman hizo varias esculturas importantes en los años 1920 y 1930 utilizando esta técnica. La principal ventaja es que Nadelman podía realizar estas esculturas de "galvanoplastique" metálica en forma rápida y económica. Sin embargo, este tipo de esculturas pueden degradarse rápidamente, y han presentado significativos problemas para su preservación y restauración.

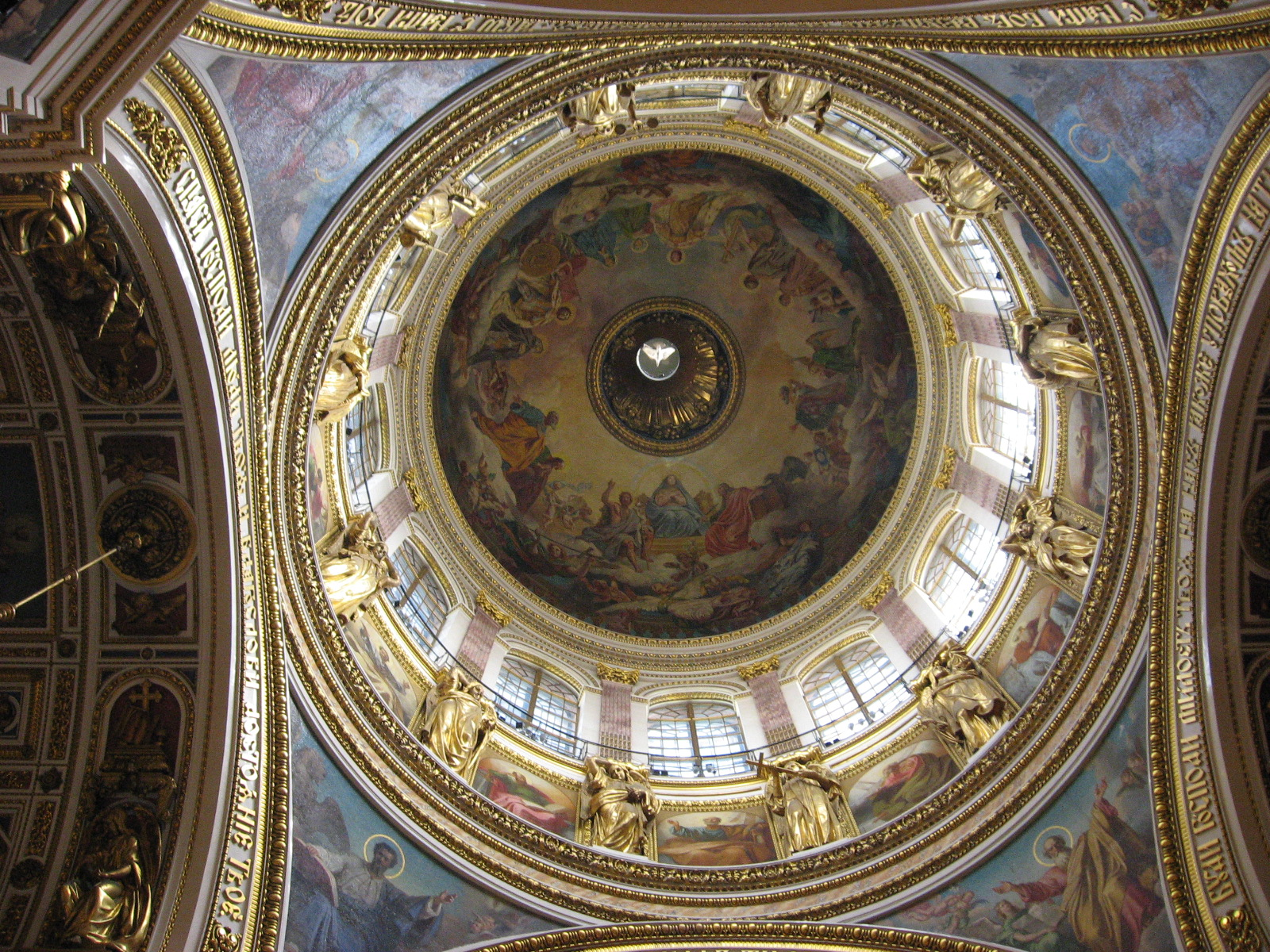
A. Entre las esculturas más tempranas y más espectaculares producidas mediante galvanoplastia de cobre están los doce ángeles dorados (1858) de Josef Hermann, situados en la cúpula de la catedral de San Isaac en San Petersburgo, Rusia. Estas esculturas miden 6 metros de altura. El metal es lo suficientemente delgado como para que el techo de la catedral pueda soportar el peso de las esculturas.
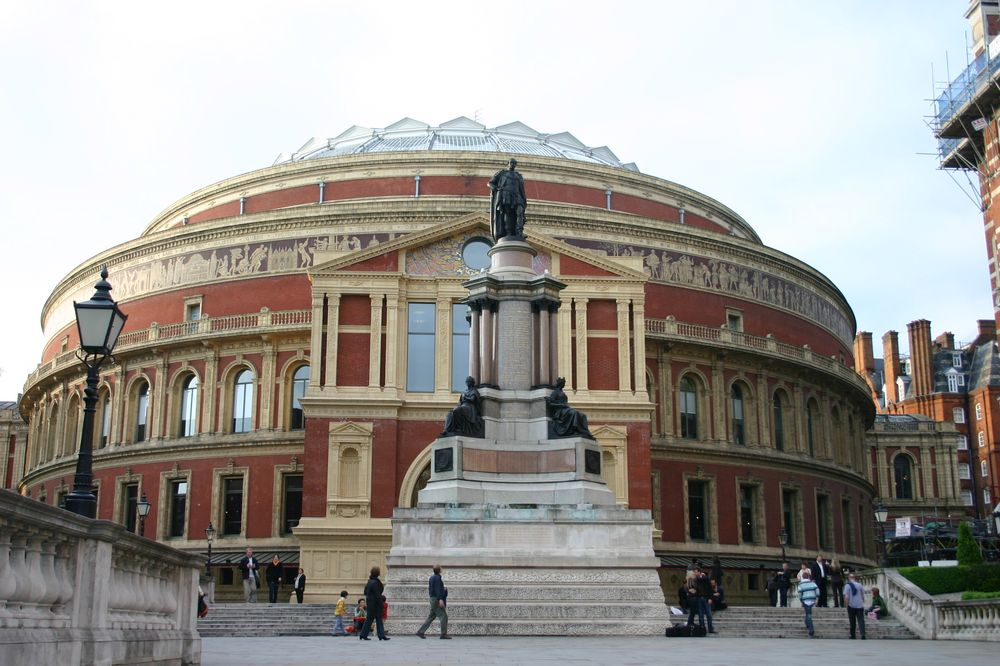
B. Memorial (1863) de la Exposición Universal de 1851 por Joseph Durham. La estatua más alta es del Príncipe Consorte Alberto. Las cinco estatuas son galvanoplastias. El monumento está delante del Royal Albert Hall en Londres, Inglaterra.
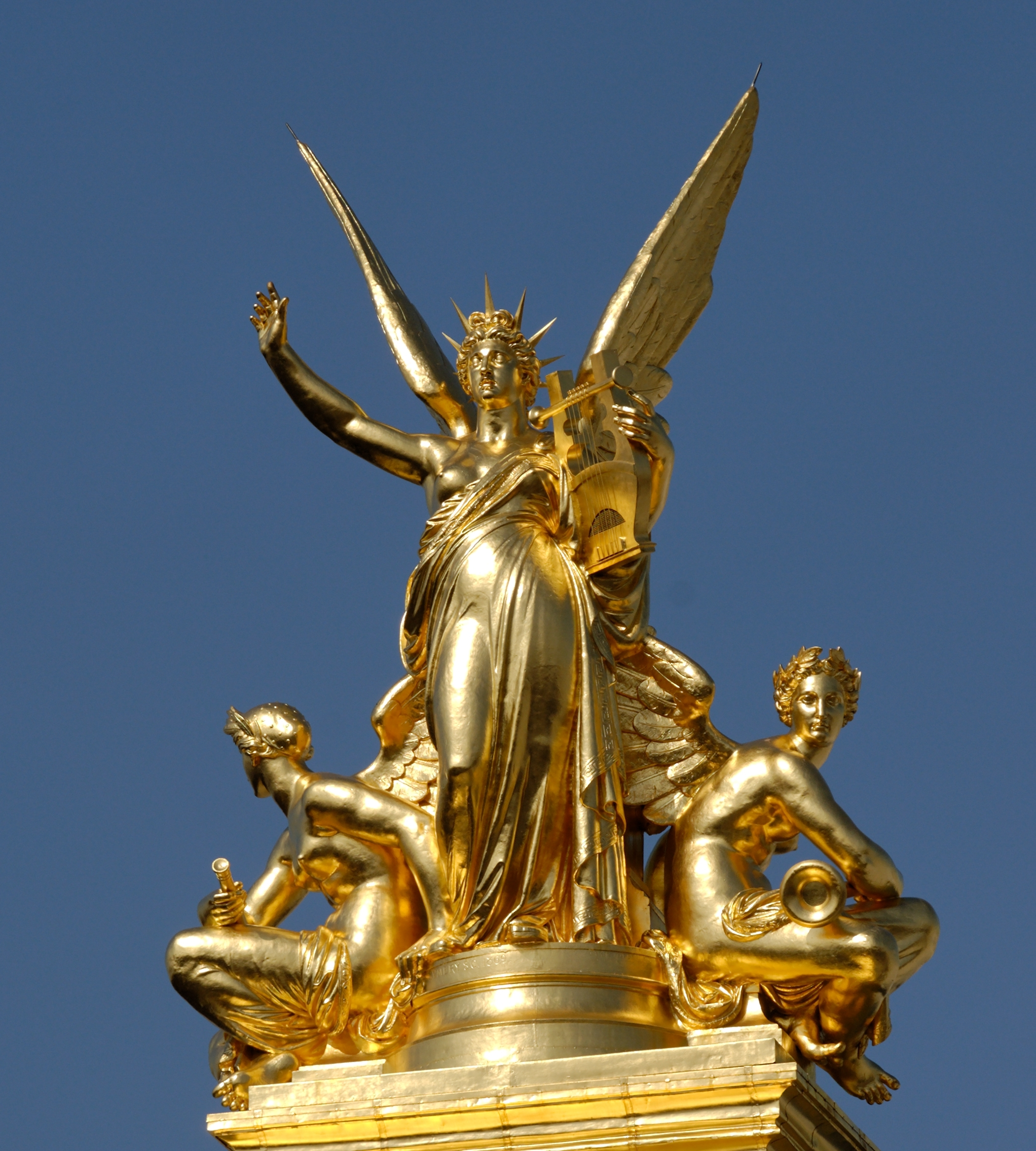
C. L'Harmonie (1869) de Charles Guméry es una escultura de 7,5 metros de altura que corona el Palais Garnier, la ópera de París, Francia. La estatua es una galvanoplastia de cobre dorado, técnica a veces denominada como bronce galvanoplástico.
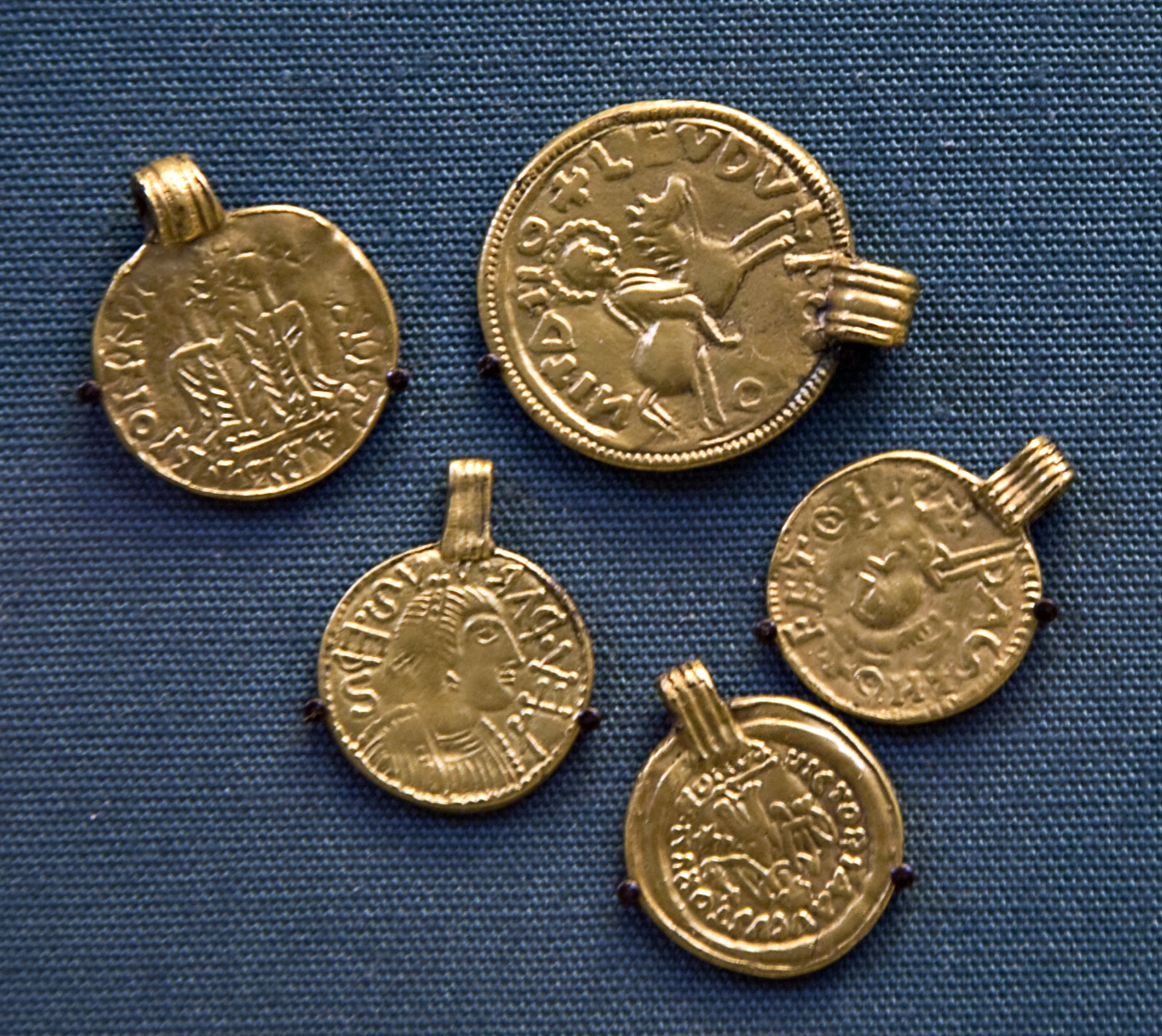
D. Galvanoplastia de monedas del siglo V del tesoro de Canterbury St Martin en Inglaterra. Se realizaron copias galvanoplásticas de monedas y antigüedades para la exhibición en museos y colecciones privadas.
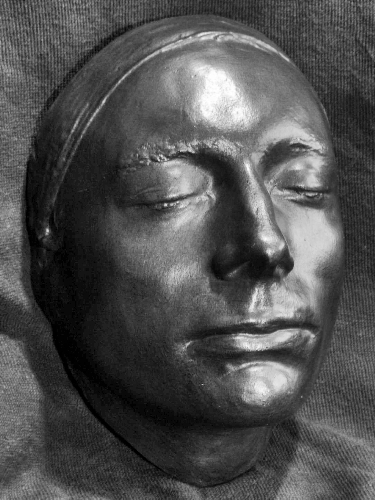
E. Reproducción mediante galvanoplastia de la máscara en vida, de 1816, del poeta John Keats. La galvanoplastia se realizó en 1884 por la Elkington & Co. para la British National Portrait Gallery.
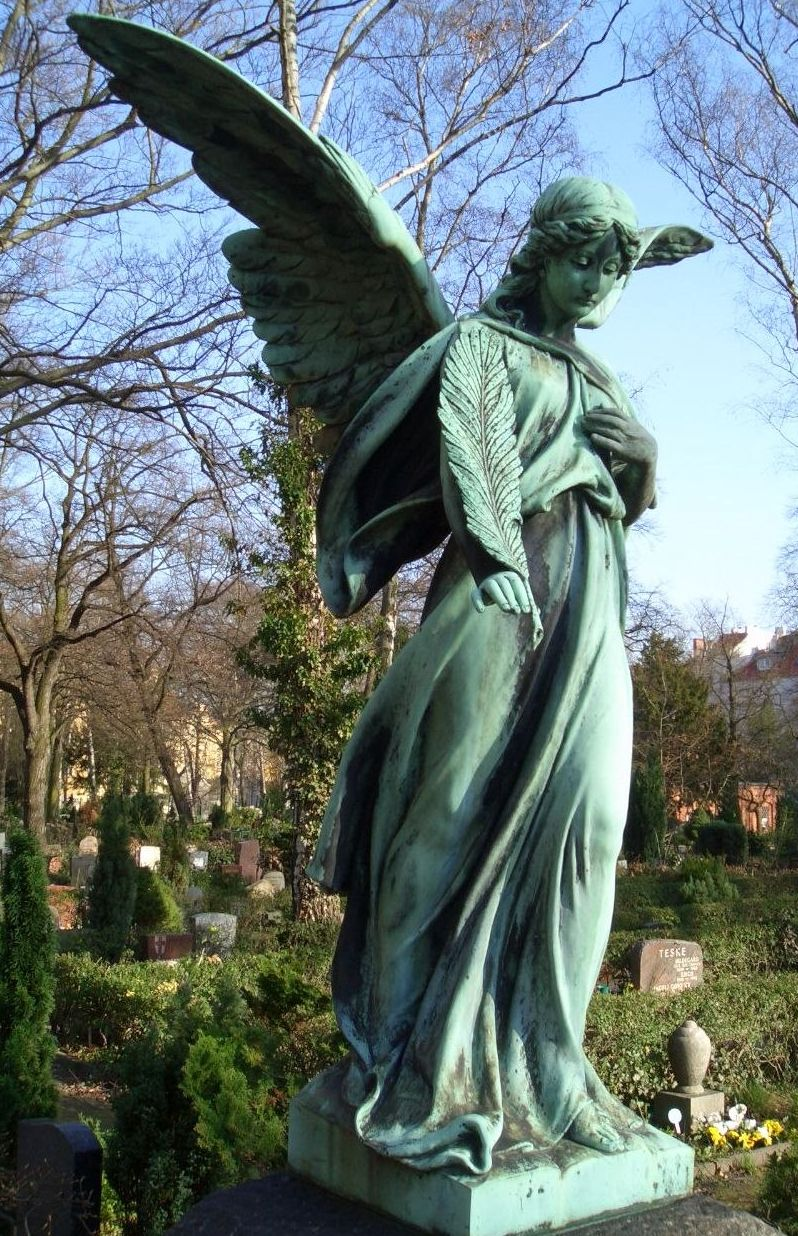
F. Cobre galvanoplástico (1903) de la escultura de un ángel de Raimund Liebhaber. A principios del siglo XX, la Abteilung für Galvanoplastik (División Galvanoplástica) de la empresa WMF fabricó muchas esculturas galvanoplásticas para los cementerios alemanes.

## Para ampliar
- Easson, John (2004). Stereotyping and Electrotyping. British Publishing Society.  A3 format poster explaining these aspects of printing. This poster is part of a series of 34 by Easson; see History of Printing.
- Langbein, George; Brannt, William Theodore (1898). A complete treatise on the electro-deposition of metals. Third American Edition. Philadelphia: H.C. Baird & Co. Based on Langbein's Handbuch der Galvanischen Metall-Metallniederschläge. Langbein published six editions of this handbook in German, as well as cooperating with versions in English such as this one; see Georg Langbein (in German). This "American edition" has numerous figures illustrating technical procedures for electrodeposition.
- Rice, Roy (1982). «Matrix Making at the Oxford University Press». Archivado desde el original el 14 de junio de 2012.
- Wahl, William Henry; Roseleur, Alfred (1883). Galvanoplastic manipulations: A practical guide for the gold and silver electroplater and the galvanoplastic operator. Philadelphia: H. C. Baird. Based on Manipulations Hydroplastique. Chapter LIX has a very complete description of the steps in electrotyping for printing, with figures.
- «About Electroformed Bronze». Archivado desde el original el 26 de abril de 2012. Consultado el 11 de diciembre de 2011. Commercial website traces the history of one manufacturer of electrotyped art metal in the US from the 1880s through the 1930s. The firm was created by P. Mori and Sons, who manufactured objects with the brand name Galvano Bronze. Subsequent names included: Pompeian Bronze, Armor Bronze, Marion Bronze, Kathodion Bronze Works and LaFrance Bronze Arts.

- Datos: Q15031376
- Multimedia: Galvanoplasty / Q15031376